# Record (motorfiets)
Record is een historisch merk van motorfietsen die ook onder de naam Merco werden verkocht.
De bedrijfsnaam was: Mercur Motoren Gesellschaft mbH, Berlin.
Duits merk dat primitieve machines met eigen 147 cc tweetaktmotoren leverde. De kwaliteit was niet hoog en de productie liep dan ook slechts van 1922 tot 1924.